# Melania-Gabriela Ciot
Melania-Gabriela Ciot (ur. 11 listopada 1975) – rumuńska wykładowczyni akademicka, pedagog i urzędnik państwowy, sekretarz stanu w resorcie spraw zagranicznych.

## Życiorys
Kształciła się w Devie. W 1999 ukończyła studia z zakresu psychopedagogiki na Uniwersytecie Babeșa i Bolyaia w Klużu-Napoce. W 2009 doktoryzowała się na Uniwersytecie Gandawskim w zakresie nauk o edukacji, a w 2012 obroniła doktorat na macierzystej uczelni w zakresie stosunków międzynarodowych i europeistyki. Od 1999 pracowała jako nauczyciel akademicki na Uniwersytecie Oradejskim, w 2004 przeniosła się na uczelnię techniczną Universitatea Tehnică din Cluj-Napoca. W 2011 zaczęła wykładać także na Uniwersytecie Babeș-Bolyai. Autorka i współautorka publikacji naukowych, zajęła się zagadnieniami z zakresu stosunków europejskich, negocjacji międzynarodowych, procesie i strategii podejmowania decyzji w polityce zagranicznej i międzynarodowej.
Członkini Partii Socjaldemokratycznej. Od 2014 była doradczynią w gabinetach politycznych socjaldemokratycznych ministrów. W 2017 powołana na sekretarza stanu w ministerstwie spraw zagranicznych. Pełniła tę funkcję do 2019.